# Автошлях О 150314
Автошлях О150314 — автомобільний шлях місцевого значення в Миколаївській області, колишній автомобільний шлях територіального значення Т-15-14. Є під'їздом до смт Березанка. Загальна довжина — 4,3 км.